# Големо-Бабино
Голе́мо-Ба́бино (болг. Големо Бабино) — село у Врачанській області Болгарії. Входить до складу общини Криводол.

## Населення
За даними перепису населення 2011 року у селі проживали 299 осіб.
Національний склад населення села:
| Національність   | Кількість осіб | Відсоток |
| ---------------- | -------------- | -------- |
| болгари          | 285            | 98,3%    |
| цигани           | 5              | 1,7%     |
| турки            | 0              | 0%       |
| інша             | 0              | 0%       |
| не визначились   | 0              | 0%       |
| Всього відповіли | 290            |          |

Розподіл населення за віком у 2011 році:
Динаміка населення: